# Lionel Kieseritzky
Lionel Adalbert Bagration Felix Kieseritzky foi um jogador de xadrez famoso por disputar a Partida Imortal, que foi um jogo de xadrez disputado em 1851 por Adolf Anderssen e Lionel Kieseritzky e é uma das partidas mais famosas já disputadas.
Lionel Kieseritzky viveu na França boa parte de sua vida, onde deu aulas de xadrez e jogos xadrez por cinco francos a hora no Café de la Regence em Paris. Kieseritzky era conhecido por ser capaz de bater outros jogadores hábeis (porém de nível mais baixo) mesmo estando em posição inferior, por exemplo, jogando sem a rainha.

## Principais resultados em torneios
| Data | Local        | Colocação | Observações                                       |
| ---- | ------------ | --------- | ------------------------------------------------- |
| 1851 | Londres 1851 | -         | Eliminado na primeira rodada por Adolf Anderssen. |